# Кам'янобрідська сільська рада (Яворівський район)
Кам'янобрідська сільська рада — колишній орган місцевого самоврядування у Яворівському районі Львівської області. Адміністративний центр — село Кам'янобрід.

## Загальні відомості
Кам'янобрідська сільська рада утворена в 1994 році.
Територією ради протікає річка Верещиця.

## Населені пункти
Сільській раді були підпорядковані населені пункти:
- с. Кам'янобрід

## Склад ради
Рада складалася з 16 депутатів та голови.

### Керівний склад попередніх скликань
| ПІБ                   | Основні відомості                                                 | Дата обрання | Дата звільнення |
| --------------------- | ----------------------------------------------------------------- | ------------ | --------------- |
| Чекан Дмитро Ількович | Сільський голова, 1956 року народження, освіта вища, безпартійний | 26.03.2006   | 31.10.2010      |
| Чекан Дмитро Ількович | Сільський голова, 1956 року народження, освіта вища, безпартійний | 31.10.2010   |                 |

Примітка: таблиця складена за даними джерела